# باول جيبسون (سياسي)
باول جيبسون (بالإنجليزية: Paul Gibson)‏ هو لاعب دوري الرغبي وسياسي أسترالي، ولد في 19 يناير 1944 في يونغ في أستراليا. حزبياً، نشط في حزب العمال الأسترالي. وقد انتخب عضو الجمعية التشريعية نيو ساوث ويلز.